# Carmenta albociliata
Carmenta albociliata är en fjärilsart som beskrevs av Engelhardt 1925. Carmenta albociliata ingår i släktet Carmenta och familjen glasvingar. Inga underarter finns listade i Catalogue of Life.